# LHS 2065
LHS 2065 eller GJ 3517, är en ensam stjärna belägen i den norra delen av stjärnbilden Vattenormen. Den har en skenbar magnitud av ca 18,96 och kräver ett kraftfullt teleskop med kamera för att kunna observeras. Baserat på parallax enligt Gaia Data Release 3 på ca 115,49 mas beräknas den befinna sig på ett avstånd av ca 28,2 ljusår (ca 8,66 parsec) från solen. Den rör sig bort från solen med en heliocentrisk radialhastighet av ca 7 km/s.

## Egenskaper

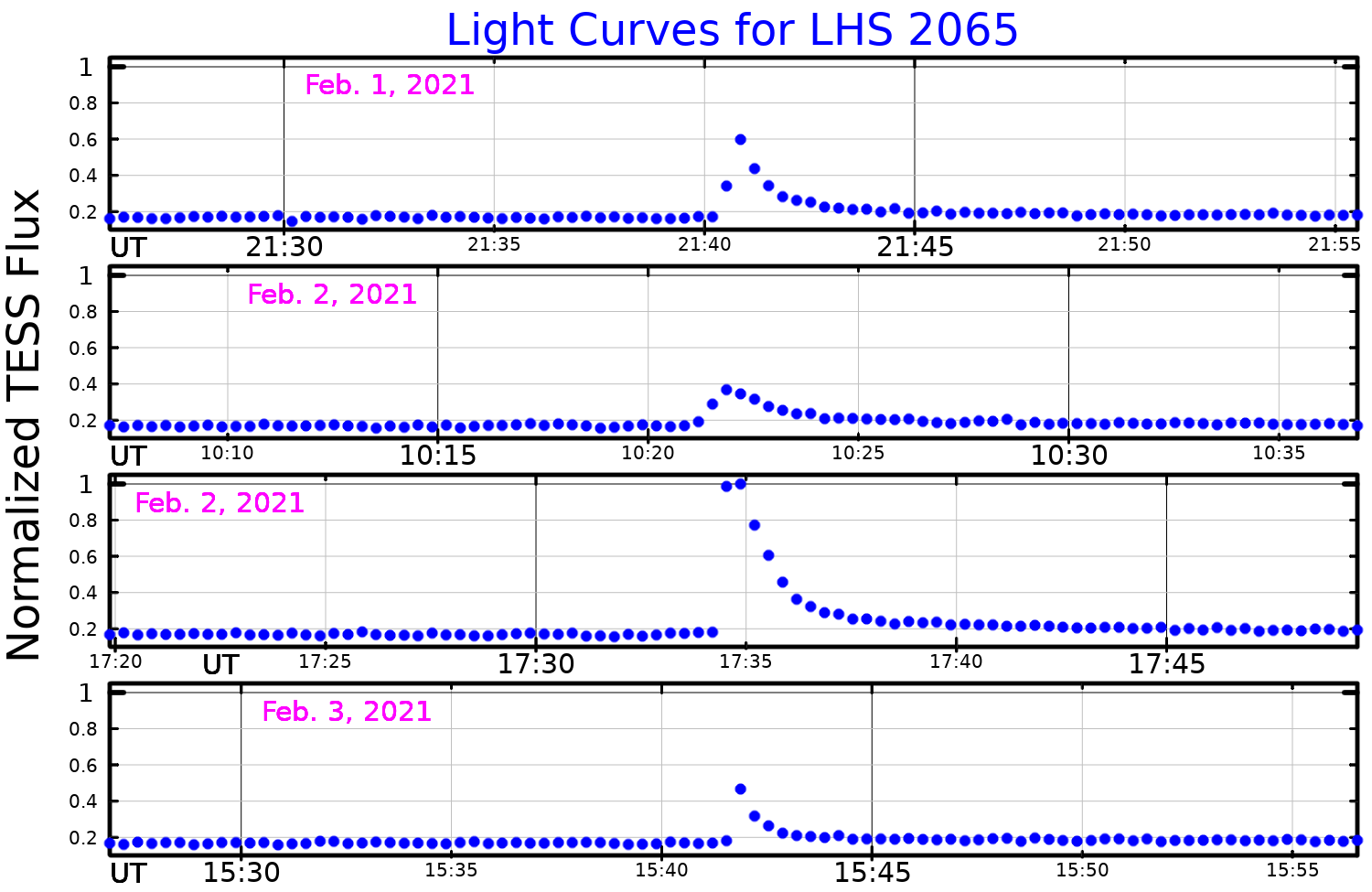
Ljuskurvor som visar fyra flarer på LHS 2065, plotted from TESS-data

LHS 2065 är en röd dvärgstjärna i huvudserien av  spektralklass M9 V. Den har en massa av ca 0,082 solmassa, en radie av ca 0,11 solradie och utsänder energi från dess fotosfär motsvarande ca  3,4 x 10-4 gånger solen vid en effektiv temperatur av ca 2 300 K, två och en halv gånger lägre än solen. Bristen på litium i stjärnans atmosfär anger att den måste vara över 500 miljoner år gammal. Stjärnan är en av de minsta stjärnor som någonsin hittats och en av de få ultrakalla dvärgarna som är kända för att ha flareaktivitet. Den har ett utbrott var 33:e timme och är också en aktiv röntgenstrålare.